# Acrocercops viatica
Acrocercops viatica là một loài bướm đêm thuộc họ Gracillariidae. Loài này có ở Ấn Độ (Karnataka).